# Péplos (Évros)
Pour les articles homonymes, voir Péplos.
Péplos (grec moderne : Πέπλος) est une localité située dans le dème d'Alexandroúpoli, dans le district régional d'Évros, dans la periphérie de Macédoine-Orientale-et-Thrace, en Grèce.
Selon le recensement de 2021, la localité compte 684 habitants.